# 中島氏
中島氏（なかしまし / なかじまし）は、日本の氏族のひとつ。下記のように多数の系統があり、諸国にこの中島という地名ありて数流の氏を起こす(322ヶ所)。
中島氏（なかじまし / なかしまし）と中嶋氏（なかじまし / なかしまし）は出自が異なると考えられるが、本家と分家の区別などから改名した場合があり、仔細は不詳である。最も古代の中島氏は、ヤマト王権の行政区分の県の長官として名前がみえる。	
清音の「なかしま」から時代が経つにつれて濁音の「なかじま」と変わった家や、中嶋から中島に変えた家がある。また、武士を廃業して別の職種へと変わった家がある。中島姓はヤマト王権や平家、南北朝時代、戦国時代に全国各地で見られることから一族は全国に散在していると推測できる。

## 播磨(中島氏)
中島氏(播磨)は村上源氏赤松氏系の一族で赤松則景の子の赤松助為が宇野氏の宇野為助を称し、その子である範家の子の中島定明が播磨国佐用郡中島にて中島を称したことが始まりと考えられる。家紋は五つ捻じ蛇の目である。

## 会津(中島氏)
中島氏(会津)は桓武平氏三浦氏系の一族である。三浦吉継の子であり、三浦義明の兄弟の三浦吉実が岡崎氏を称し、そこから7代目の岡崎正常の子の延実が中島と称したことが始まりと考えられる。

## 山城(中島氏)
中島氏(山城) は中島県主（あがたぬし）の鴨氏一族である。鴨県主の一族の鴨神社から派遣された中島連がいる。中島連は久田姓のルーツとされている。

## 因幡(中島氏)
因幡国の中島氏は清和源氏山名氏系の一族と称し、始祖を中島正時（四郎左衛門）とする。山名満幸の後裔、正時のとき、因幡守護山名氏に仕えて中島氏を称した。
しかし、天正9年(1581)の羽柴秀吉（豊臣秀吉）の鳥取侵攻に際して浪人となった。慶長年間（1596 - 1615）に、正時の三男豊正が陸上村（現在の岩美町陸上）から浜大谷村（岩美町大谷）に移住した。豊正が浜大谷中島家の初代となり、その長男で二代正氏の時に帰農した。

## 土佐(中島氏)
土佐の中島氏(なかじまし)は四国の長宗我部氏の重臣であり、その一族である。土佐国長岡郡江村郷中島をルーツとする。長宗我部氏が滅亡後には伊勢の藤堂氏に仕えたが、後に土佐に戻って土佐藩士となっている。

## 尾張(中島氏)
中島氏(尾張)は、嵯峨天皇第十二子河原院（左大臣源融）の末裔、嵯峨源氏に属する。また、神魂尊の末裔。1221年（承久3年）6月5日に尾張国中島郡に土着し、地名をとって中島氏を称するようになる。源融十三代の子孫が初めて「中島左衛門尉宣長」と名乗り、同地を領したとされる。七手組の中島氏種は尾張中島氏に属する。

## 信濃(中島氏)

### 清和源氏の流れをくむ小笠原氏の庶流伴野氏族
清和源氏小笠原氏流伴野氏族は、山城国蟹江城城主の小笠原小太郎貞興の孫の小笠原宗延が山城国中島を領して中島姓を名乗ったことが始まりとされる。一族の中島主膳正宗安の三男掃部正安経が、三好氏滅亡ののち摂州より但馬に遁れ山名氏に仕えている。また、徳川将軍家の呉服師で、朱印船貿易と糸割符 (いとわっぷ) 貿易により巨富をたくわえた茶屋四郎次郎家は小笠原宗延の孫の清延が初代である。

### 大国主命を子孫とする伊勢諏訪氏滋野氏
伊勢諏訪氏は、南北朝時代、伊勢国司北畠氏の被官だった諏訪貞信（俗称「楠（くす）十郎」）を祖とする支族であり、伊勢北部（現在の三重県）の土豪、北勢四十八家の一つ。正平24年（1369年）から応永19年（1412年）まで、約50年間3代続いた。この第二代の諏訪貞益が中島貞益と改名して中島氏を名乗ったことが始まりと考えられる。
滋野氏系では諏訪神党を発祥としている中島氏と推測できるが、詳細は不詳でありわからない。

## 備中/美作(中島氏)
中島氏(美作/備中) - 藤原氏藤原南家工藤氏の工藤為憲（遠江介）の末裔。戦国時代から江戸時代初期にかけての武将である経山城城主の中島元行は備中中島氏に属する。

## 三河（中島/中島氏）
藤原北家・俵藤太藤原秀郷流の波多野氏の一族。波多野義通の子義職の子（あるいは孫）である中嶋太郎義泰の末孫と言われている。『寛政重修諸家譜』には与五郎政成から記述があり、政成は1567（永禄10）年5月に、信長の娘徳姫（岡崎殿）が家康の長男徳川信康に嫁いできたときに従い、尾張から三河へやってきたようである。その子、重次は1576（天正4）年に武田勝頼が駿河に侵攻したさいに物見に出て討ち死にしたが、そのときの嗣子重好は10歳であったため、母は重好とその姉2人を連れ板倉勝重と再婚し、二女と重好は勝重の養子となった。重好は成長した後、家康に拝謁して三百俵を賜り、再び中嶋の家を興し、のちに三河の国渥美郡大崎に600石余りを知行し、その子、重春の代より交代寄合となった。このように中嶋家は備中松山藩板倉家の類縁家であって、江戸参府に際して拝領屋敷は持たず、備中松山藩邸に寄宿したそうである。

## その他の中島氏
- 朝倉氏の庶家。
- 足利義久が中島と改名して中島主膳と称す。
- 尾張国中島郷（愛知県）をルーツとし、藤原北家秀郷流の安中藩士(江戸時代)の中島氏（なかじまし）。
- 奥州藤原氏の末裔で、源頼朝に滅ぼされた後残党がみかみ町藤原に移り住み、その地を中島と地名を改名して後に中島と称した中島氏（なかじまし）。
- 藤原氏の出で懸田氏に従って、後に伊達氏に仕えた中島氏（なかじまし）。
- 丹波国の中島氏は藤原北家秀郷流の波多野氏の出で、丹波国に転じたと言われる。
- 豊前にも中島氏の名があるが、これは尾張中島氏の中島宣長が承久の乱で朝廷に味方した為に、領地を没収され高塚に領地を与えられた為とされる。その後、尾張一宮では宣長が領地を返され、その子孫が城を構えて中島蔵人を名乗った。
- 宇多源氏佐々木氏流の流れ、家紋は三松に花菱。
- 今から400年ほど前に九州薩摩・島津家から島津藩のアンテナとして、東国の情勢を収集するのが目的(真意は不明)として出た中島氏がいる。中仙道・烏川の渡し場近くに土着して島津姓を中島姓に改めている。上州多野郡中島村（現在は群馬県藤岡市中島町）となり、渡し場の宿として栄えた。
- 肥前国杵島郡長島庄の橘氏流牛島氏の一族が肥後河内に移住し、牛島公忠が中島を称する。

中島氏は上記のように、さまざまな出自が存在する。これは、古代に中島という地名を領して名乗り始めたのではないかと考えられるが、仔細は不詳である。いずれの中島氏も城に拠って活躍している。